# Вулиця Космонавта Поповича (Київ)
Ву́лиця Космона́вта Попо́вича — вулиця в Деснянському районі міста Києва, житловий масив Лісовий. Пролягає від вулиці Мілютенка до Лісового проспекту.
Прилучається вулиця Кубанської України, а вздовж лівої сторони — Биківнянський ліс (Биківня).

## Історія
Вулиця виникла на початку 1970-х років під назвою Нова. 1971 року отримала назву вулиця Космонавта Волкова, на честь радянського льотчика-космонавта, двічі Героя Радянського Союзу Владислава Волкова.
Сучасна назва на честь першого космонавта-українця, радянського льотчика-космонавта двічі Героя Радянського Союзу Павла Поповича — з 2023 року.

## Установи та заклади
- Територіальний центр комплектування та соціальної підтримки Деснянського району (буд. № 2а)